# Легка атлетика на літніх Олімпійських іграх 2028
Змагання з легкої атлетики на літніх Олімпійських іграх 2028 будуть проведені в Лос-Анджелесі.
Рішення про надання Лос-Анджелесу права прийняти олімпійські змагання було прийнято Міжнародним олімпійським комітетом 13 вересня 2017 одночасно з наданням Парижу права провести аналогічні змагання 2024 року.
На Іграх в Лос-Анджелесі до легкоатлетичної програми змагань може бути повернута дисципліна кросового бігу, яка востаннє була представлена в олімпійській програмі Ігор-1924 та згоди про повернення якої до легкоатлетичної програми Ігор-2024 ледь не було досягнуто.

## Місця змагань
Всі дисципліни Ігор (крім марафонського бігу та спортивної ходьби) будуть проведені на арені «Лос-Анджелес Меморіал Колізеум».
Шосейні траси марафонського бігу та спортивної ходьби будуть прокладені центральними вулицями міста зі стартом та фінішем біля Гранд-парку та міської ратуші.

## Розклад
Нововведенням Ігор-2028 стане те, що легкоатлетичні змагання проходитимуть протягом першого (а не останнього) тижня Олімпіади. При цьому, марафонські забіги залишать за усталеною практикою на останні вихідні з врученням медалей під час церемонії закриття Ігор.